# Worobjowy Gory (stacja metra)
Worobjowy Gory (ros. Воробьёвы Горы) – stacja metra w Moskwie, na linii Sokolniczeskiej. Jej nazwa pochodzi od pobliskich Wzgórz Worobiowych.
Stacja metra "Worobjowy Gory" jest unikatową konstrukcją, zarówno w Moskwie, jak i na świecie. Jest bowiem nadziemna, położona na niższym poziomie mostu nad rzeką Moskwą. Z peronem o długości 270 m jest najdłuższą stacją na całej sieci moskiewskiego metra, jest także dostępna z obydwu brzegów rzeki.
Pierwotne plany zakładały budowę stacji podziemnej, a przeszkoda w postaci rzeki miała być pokonana tunelem. Ostatecznie jednak zdecydowano się na tańszy i łatwiejszy w budowie wariant ze stacją na moście.  Stacja została otwarta 12 stycznia 1959.
Z powodu korozji mostu (grożącej katastrofą budowlaną) stacja w 1983 została zamknięta dla pasażerów. Linia metra została "tymczasowo" skierowana na prowizoryczny most. Właściwą rekonstrukcję przeprowadzono jednak dopiero na początku XXI wieku.